# Peter Andersen (trommeslager)
 For alternative betydninger, se Peter Andersen. (Se også artikler, som begynder med Peter Andersen)
Peter Andersen (født 4. februar 1962 i Lyngby Sogn) var trommeslager i Shu-bi-dua.
Inden han blev en del af Shu-bi-dua spillede han i flere forskellige bands: King Carrot, Jacob Groth Band, Imitations, Finn og de fem fejl, Danseorkestret, Horn I/S, Henrik Strube Band, Billy Cross Band og Led Zeppelin Jam. Peter har også været med på flere pladeproduktioner ud over Shu-bi-dua, bl.a. som sanger på Maria Stenz' 24 Julesange.

## Diskografi
- Shu-bi-dua 13, 1992
- Shu-bi-dua 14, 1993
- Shu-bi-40, 1993
- Shu-bi-dua 15, 1995
- Shu-bi-du@ 16, 1997
- Shu-bi-dua 17, 2000
- Shu-bi-dua 18, 2005